# 國家體育場 (葡萄牙)
國家體育場（葡萄牙語：Estádio Nacional，亦稱為）是葡萄牙的一個足球場，位於里斯本奧埃拉什的「謝摩爾綜合體育中心」（Jamor sports complex）。

## 歷史
國家體育場由米基爾·羅沙（Miguel Simões Jacobetty Rosa）設計，於1939年動工興建，在1944年6月10日（葡國國慶日）由总理萨拉查主持揭幕。球場現時可以容納37,593名觀眾。

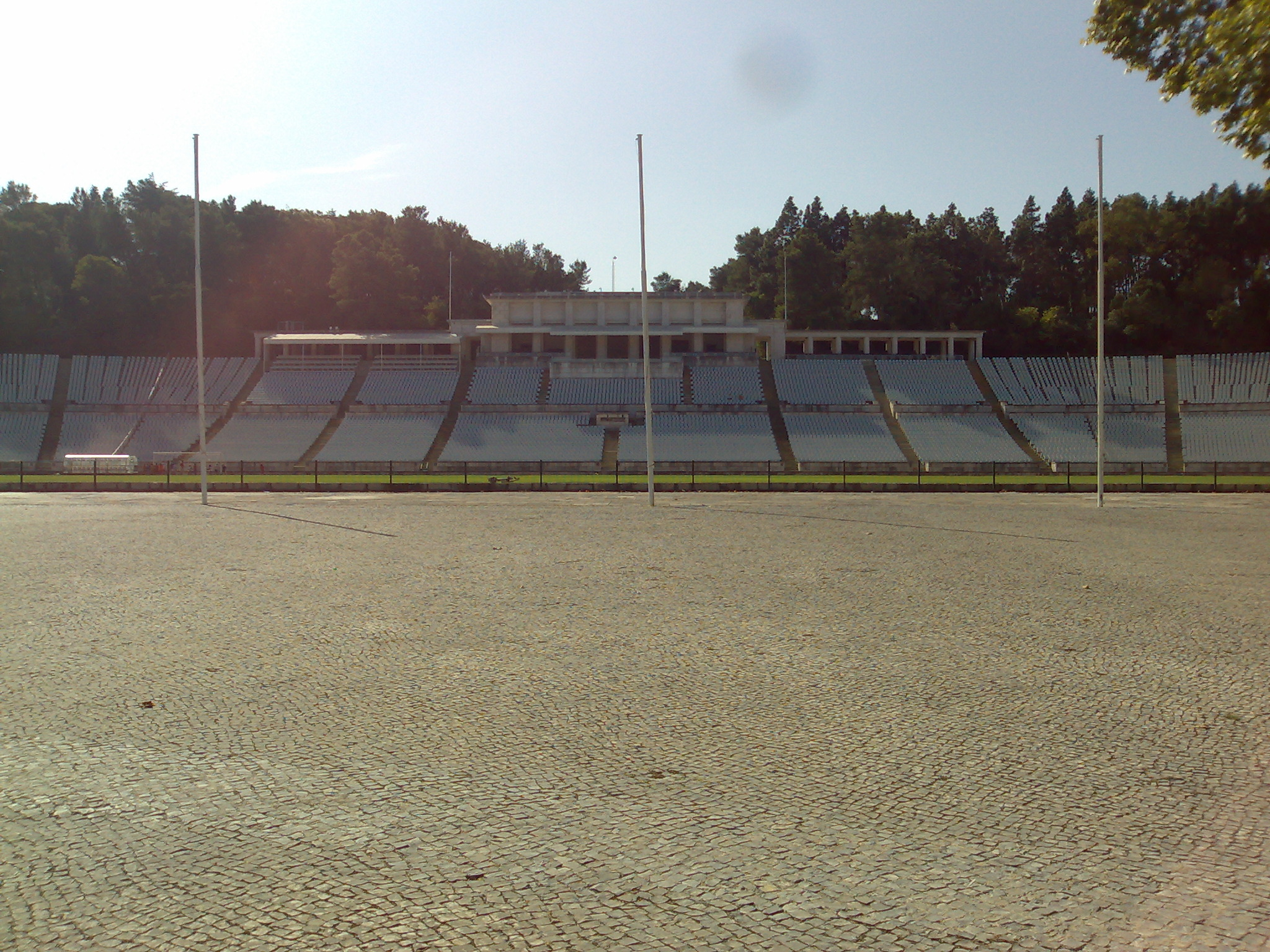
國家體育場內觀
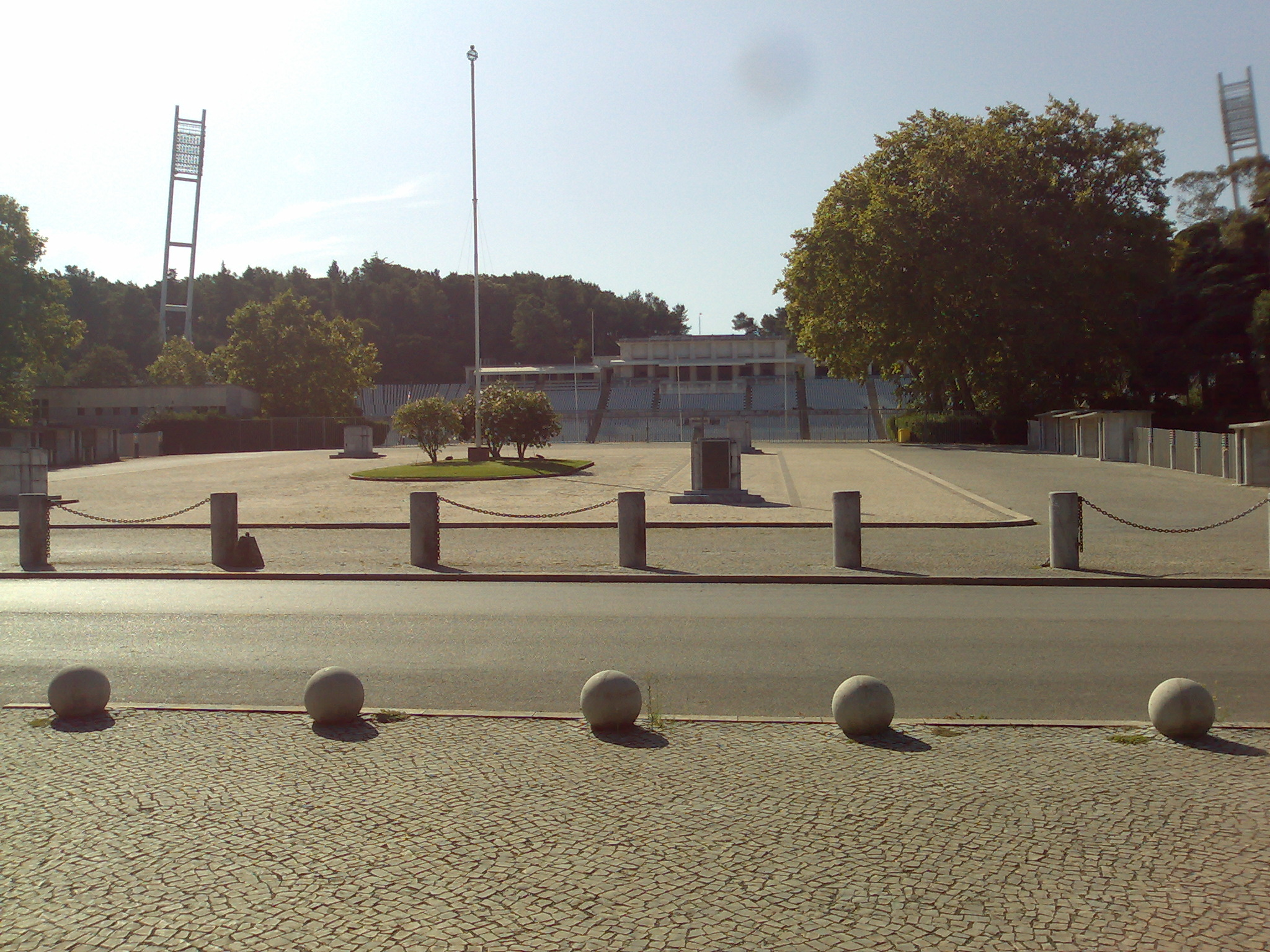
國家體育場外圍
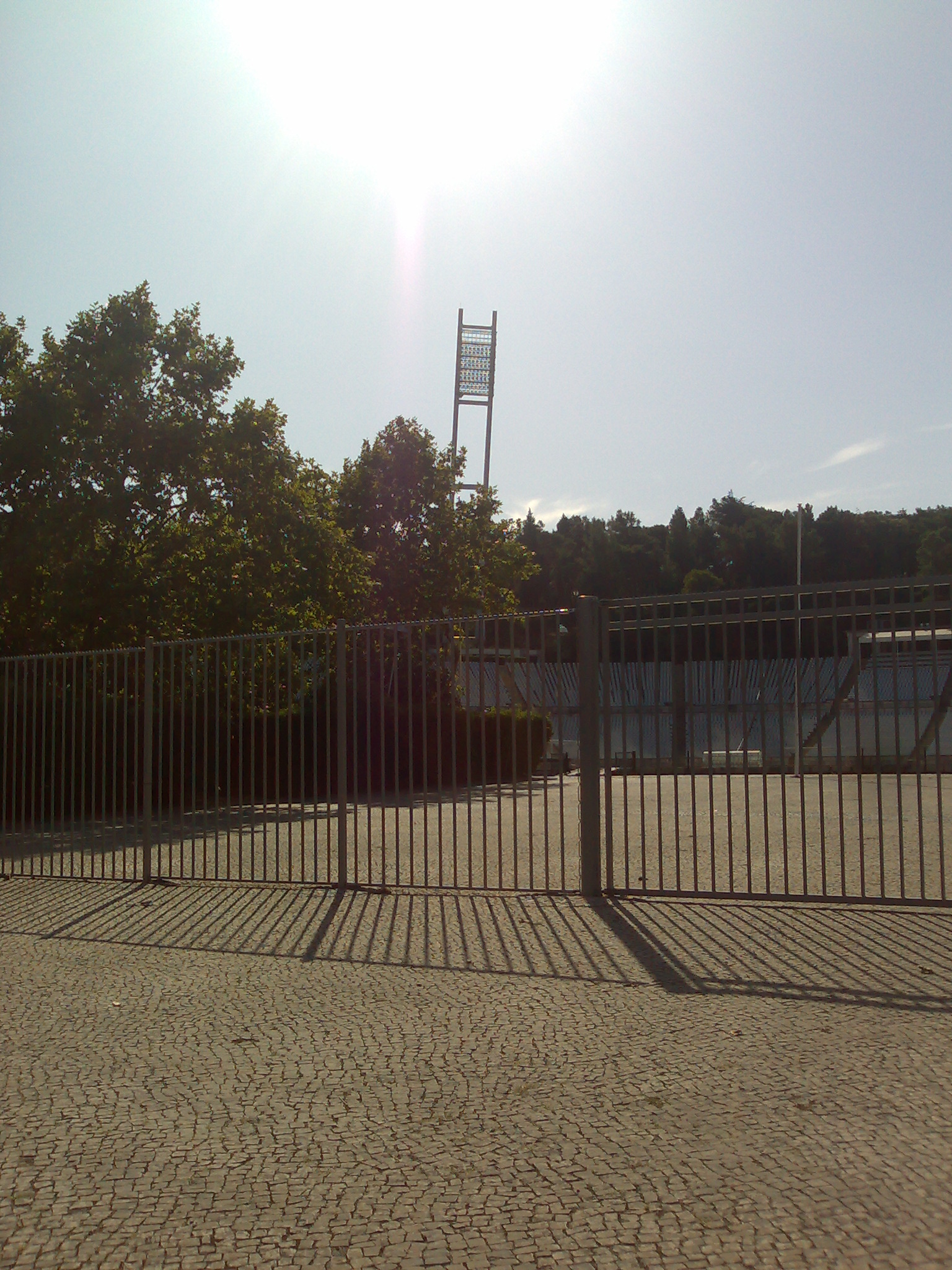
汎光燈塔
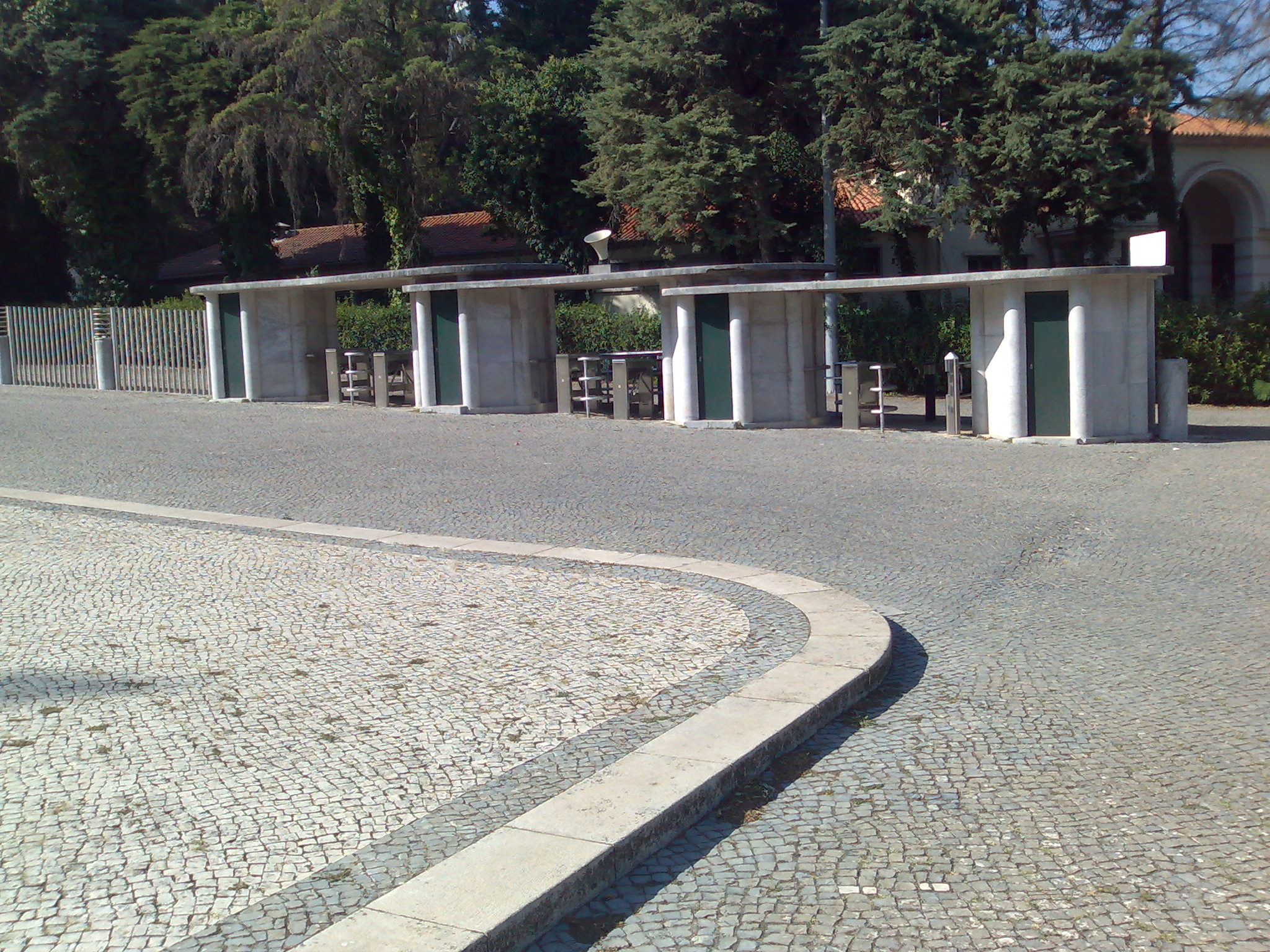
國家體育場入口

## 舉辦盛事

### 葡萄牙盃決賽
自1946年開始國家體育場成為葡萄牙盃決賽的傳統舉行場地，期間只有5屆賽事移師其他球場舉行，直至2009年合共有62場決賽在此上演。
有許多葡國球迷認為古舊的國家體育場逐漸變得落伍，隨著舉辦2004年歐國盃，更多現代化的球場重修或落成，葡萄牙盃決賽應改往更大及舒適的球場舉行，但葡國足協卻多次否定改變的可能。

### 歐冠盃決賽
國家體育場曾舉辦最具歷史性的一場賽事可算是1967年欧洲冠军杯决赛，由蘇格蘭決戰義大利國際米蘭，前者以2-1獲勝，成為首支奪冠的英國球隊，被稱為里斯本雄獅。

## 外部連結
- 衛星圖片

| 前任： 希素球場 （比利時布魯塞爾） | 歐冠盃 決賽舉行場地 1967年 | 繼任： 溫布萊球場 （英格蘭倫敦） |